# Puchar Wielkich Mistrzów 1993
Puchar Wielkich Mistrzów 1993 – siatkarski turniej rozegrany w dniach 23-28 listopada 1993 roku w Tokio i Osace w Japonii. 

## System rozgrywek
W Pucharze Wielkich Mistrzów 1993 udział wzięli mistrzowie poszczególnych konfederacji (poza CAVB), gospodarz (Japonia) oraz drużyna, która otrzymała dziką kartę. Wszystkie reprezentacje rozegrały ze sobą po jednym spotkaniu. Zespół, który po rozegraniu wszystkich meczów miał najwięcej punktów, zdobył puchar.

## Drużyny uczestniczące
| Reprezentacja     | Sposób kwalifikacji                            |
| ----------------- | ---------------------------------------------- |
| Brazylia          | mistrz Ameryki Południowej                     |
| Kuba              | mistrz Ameryki Północnej, Środkowej i Karaibów |
| Japonia           | gospodarz                                      |
| Stany Zjednoczone | dzika karta                                    |
| Korea Południowa  | mistrz Azji i Oceanii                          |
| Włochy            | mistrz Europy                                  |

## Wyniki spotkań

### I runda - Osaka
| Data  | Drużyna 1 | Wynik | Drużyna 2         | 1     | 2     | 3     | 4     | 5 | * |
| ----- | --------- | ----- | ----------------- | ----- | ----- | ----- | ----- | - | - |
| 23.11 | Brazylia  | 3:1   | Kuba              | 8:15  | 15:10 | 15:8  | 15:6  |   |   |
| 23.11 | Włochy    | 3:0   | Korea Południowa  | 15:5  | 15:9  | 15:9  |       |   |   |
| 23.11 | Japonia   | 3:1   | Stany Zjednoczone | 15:12 | 13:15 | 15:10 | 15:11 |   |   |
| 24.11 | Włochy    | 3:1   | Japonia           | 8:15  | 15:9  | 15:12 | 15:13 |   |   |
| 24.11 | Brazylia  | 3:1   | Stany Zjednoczone | 4:15  | 15:13 | 15:13 | 15:8  |   |   |
| 24.11 | Kuba      | 3:1   | Korea Południowa  | 15:10 | 13:15 | 15:8  | 15:8  |   |   |

### II runda - Tokio
| Data  | Drużyna 1         | Wynik | Drużyna 2         | 1     | 2     | 3     | 4     | 5     | * |
| ----- | ----------------- | ----- | ----------------- | ----- | ----- | ----- | ----- | ----- | - |
| 26.11 | Włochy            | 3:0   | Stany Zjednoczone | 15:5  | 15:7  | 15:8  |       |       |   |
| 26.11 | Brazylia          | 3:0   | Korea Południowa  | 15:9  | 15:12 | 15:7  |       |       |   |
| 26.11 | Kuba              | 3:1   | Japonia           | 9:15  | 15:2  | 15:12 | 15:13 |       |   |
| 27.11 | Włochy            | 3:2   | Brazylia          | 8:15  | 17:15 | 15:13 | 13:15 | 15:11 |   |
| 27.11 | Kuba              | 3:0   | Stany Zjednoczone | 15:7  | 15:6  | 15:9  |       |       |   |
| 27.11 | Japonia           | 3:0   | Korea Południowa  | 15:9  | 15:13 | 15:12 |       |       |   |
| 28.11 | Włochy            | 3:1   | Kuba              | 15:10 | 15:9  | 9:15  | 15:13 |       |   |
| 28.11 | Stany Zjednoczone | 3:2   | Korea Południowa  | 8:15  | 10:15 | 15:7  | 15:8  | 15:13 |   |
| 28.11 | Brazylia          | 3:1   | Japonia           | 15:8  | 15:8  | 7:15  | 15:11 |       |   |

## Tabela końcowa
| Lp. | Drużyna           | Pkt | Mecze | Mecze | Mecze | Sety | Sety | Sety  | Małe punkty | Małe punkty | Małe punkty |
| Lp. | Drużyna           | Pkt | M     | W     | P     | wyg. | prz. | ratio | zdob.       | str.        | ratio       |
| --- | ----------------- | --- | ----- | ----- | ----- | ---- | ---- | ----- | ----------- | ----------- | ----------- |
| 1   | Włochy            | 10  | 5     | 5     | 0     | 15   | 4    | 3.750 | 265         | 208         | 1.274       |
| 2   | Brazylia          | 9   | 5     | 4     | 1     | 14   | 6    | 2.333 | 268         | 226         | 1.186       |
| 3   | Kuba              | 8   | 5     | 3     | 2     | 11   | 8    | 1.375 | 243         | 212         | 1.146       |
| 4   | Japonia           | 7   | 5     | 2     | 3     | 9    | 10   | 0.900 | 236         | 241         | 0.979       |
| 5   | Stany Zjednoczone | 6   | 5     | 1     | 4     | 4    | 14   | 0.286 | 202         | 255         | 0.792       |
| 6   | Korea Południowa  | 5   | 5     | 0     | 5     | 5    | 15   | 0.333 | 184         | 256         | 0.719       |

Źródło: Tabela
Punktacja: zwycięstwo – 2 pkt; porażka – 1 pkt
Zasady ustalania kolejności: 1. liczba punktów; 2. stosunek setów; 3. stosunek małych punktów; 4. bilans w bezpośrednich meczach

## Klasyfikacja końcowa
| Miejsce | Reprezentacja     |
| ------- | ----------------- |
| złoto   | Włochy            |
| srebro  | Brazylia          |
| brąz    | Kuba              |
| 4.      | Japonia           |
| 5.      | Stany Zjednoczone |
| 6.      | Korea Południowa  |